# Comté de Shelby (Iowa)
Pour les articles homonymes, voir Comté de Shelby.
Le comté de Shelby est un comté de l'État de l'Iowa, aux États-Unis.